# High Court of Himachal Pradesh

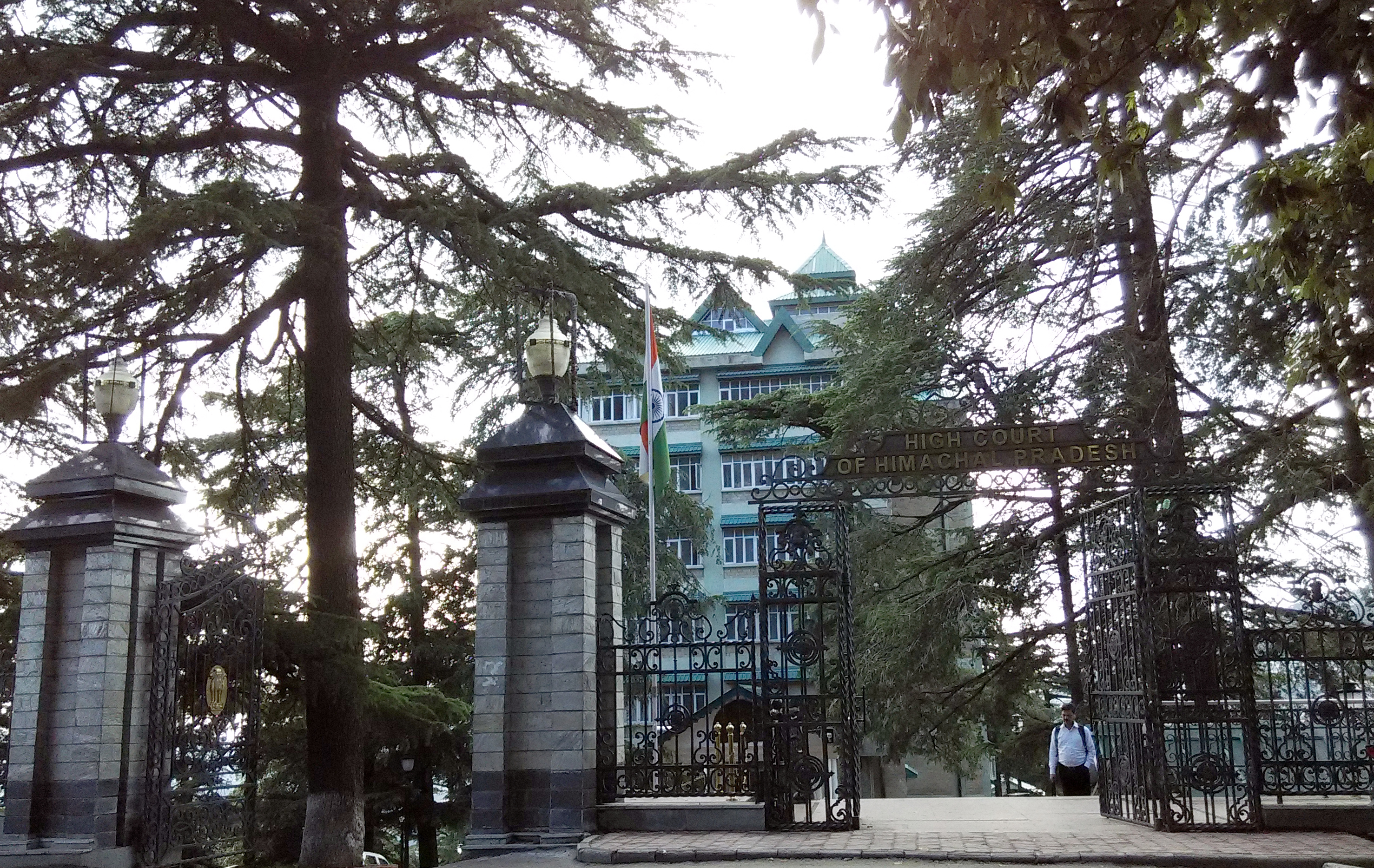
Hauptgebäude des High Court of Himachal Pradesh in Shimla

Der High Court of Himachal Pradesh (Hindi हिमाचल प्रदेश उच्च न्यायालय) ist ein Obergericht in Indien. Sein Zuständigkeitsbereich erstreckt sich auf den Bundesstaat Himachal Pradesh.

## Geschichte
Zur Zeit Britisch-Indiens bestanden im Gebiet des späteren Himachal Pradeshs zahlreiche Fürstenstaaten. Recht wurde in der Regel durch die Herrscher oder deren Beauftragte gesprochen. Nach der Unabhängigkeit Indiens 1947 entstand am 15. April 1948 durch Zusammenschluss von 26 Shimla- und 4 Punjab-Bergstaaten (hill states) Himachal Pradesh als sogenannter C-Staat innerhalb der Indischen Union. Am 1. April 1954 wurde außerdem noch Bilaspur angegliedert. Oberster Verwaltungsbeamter Himachal Pradeshs war ein von der indischen Regierung ernannter Chief Commissioner mit Sitz in Shimla. Mit dem Himachal Pradesh (Courts) Order, 1948 vom 15. August 1948 erhielt Himachal Pradesh ein oberstes Gericht, den Court of Judicial commissioner mit Sitz in Shimla. Dieses Gericht nahm am 15. August 1948 seine Arbeit auf. Der Gerichtshof erhielt mit dem Judicial Commissioner's Court Act, 1950 den Status und die Kompetenzen eines High Courts.
Mit dem Delhi High Court Act, 1966, der am 1. Mai 1967 in Kraft trat, wurde die Jurisdiktion des High Court of Delhi auf Himachal Pradesh, das damals noch den Status eines Unionsterritoriums hatte, ausgedehnt. Der Court of Judicial commissioner wurde aufgelöst, bzw. zu einer Dependance des Delhi High Courts zurückgestuft. Nachdem Himachal Pradesh 1971 zu einem eigenen Bundesstaat wurde, wurde wieder ein eigener High Court in Shimla eingerichtet.
Im Jahr 2019 war der High Court neben dem Vorsitzenden Richter mit 9 Beisitzenden Richtern besetzt.